# Антильский ремнезуб

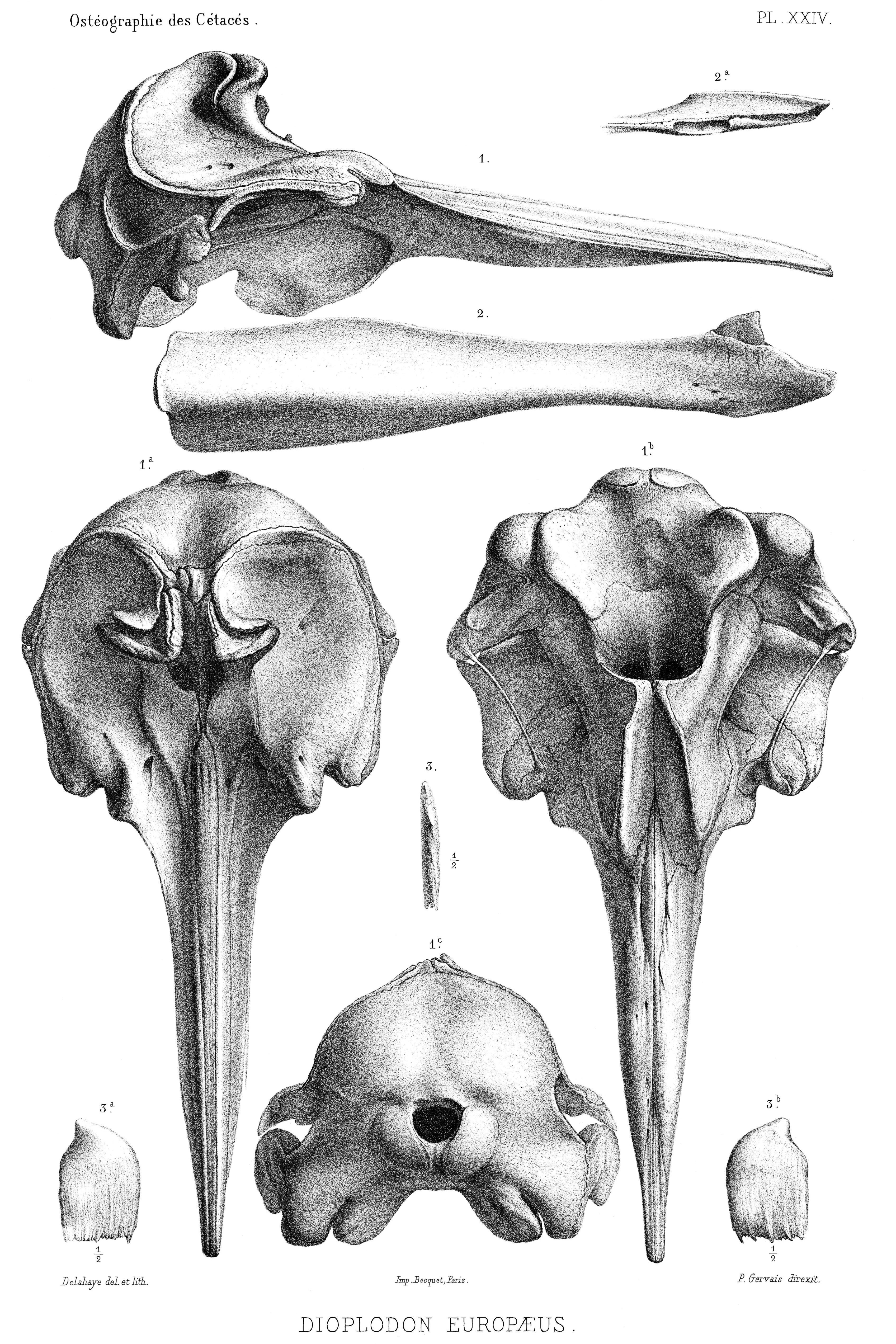
Череп

Анти́льский ремнезу́б (лат. Mesoplodon europaeus), или кит Жервэ — вид зубатых китов из семейства клюворылых. Встречается в Атлантическом океане и имеет весьма широкий ареал. Питается в основном кальмарами и рыбой. Как и другие ремнезубы, весьма редок; известен в основном по выброшенным на берег мёртвым экземплярам. Случаи наблюдения этого кита в природе исключительно редки. Изучен плохо.

## Внешний вид
Антильский ремнезуб внешне весьма схож с родственными видами рода ремнезубы. Тело его обтекаемое, типичного для зубатых китов облика; голова в сравнении с телом весьма мала. Клюв хорошо выражен, довольно тонкий, средней длины. Хвост, как и у других ремнезубов, не имеет выемки посередине между лопастями. Окрас антильского ремнезуба в целом характерен для зубатых китов: верх тела чёрного или тёмно серого цвета, который становится более бледным на боках и брюхе. У многих найденных экземпляров, особенно взрослых самцов, шкура была густо покрыта шрамами, нанесёнными, очевидно, в ходе схваток с другими самцами, а также в результате нападений акул. Как и у остальных ремнезубов, у антильского имеются только два зуба в нижней челюсти, расположенных близко к концу клюва. Они несколько выступают наружу; на них нередко можно обнаружить приросших морских уточек и других усоногих.
Самки антильского ремнезуба больше самцов, что обычно для всех зубатых китов (кроме кашалота): максимальная длина самцов — 4,6 м, тогда как самок — 5,2 м, указывается максимальная длина животного и в 6,7 м. Взвешены были только шесть экземпляров кита. Наименьший вес имела туша детёныша длиной 1,62 м — 49 кг; наибольший — туша самки длиной 3,71 м, весившая 1178 кг. Средний вес антильского ремнезуба указывается в 1200 кг.

## Ареал

Антильский ремнезуб в сравнении с человеком

Очевидно, антильский ремнезуб имеет весьма широкий ареал, охватывающий тёплые и умеренные воды всего Атлантического океана. Однако на всём ареале он очень редок. Большая часть находок этих китов относится к побережью Северной Америки, включая берега Мексиканского залива (всего в этих районах — свыше 50 находок; на юго-восточном побережье США туши антильского ремнезуба обнаруживается чаще, чем туши других ремнезубов). Ряд находок относится к островам Карибского моря. Что касается восточной Атлантики, то находки китов этого вида зарегистрированы от Ирландии до Гвинеи-Бисау; первый зарегистрированный наукой случай обнаружения туши кита этого вида (1840 год) произошёл в проливе Ла-Манш. В Средиземном море антильский ремнезуб был найден только один раз; считается, что это был случайный заход животного в данную акваторию. Единичные случаи находок относятся к острову Вознесения в Южной Атлантике. В целом, имеются основания полагать, что в Южном полушарии ареал антильского ремнезуба распространяется на юг до берегов Уругвая и Анголы. Утверждается, что наиболее часто данный вид встречается, видимо, в умеренных водах Северной Атлантики, хотя Международная Красная книга сообщает, что антильский ремнезуб предпочитает тёплые воды субтропиков и тропического пояса.

## Образ жизни
Образ жизни антильского ремнезуба изучен плохо. Судя по неполным данным, эти киты держатся небольшими группами или парами. Как и все зубатые киты, антильский ремнезуб питается животным кормом, прежде всего кальмарами, а также рыбой. По-видимому, антильский ремнезуб, как и другие ремнезубы, проводит бо́льшую часть времени, погружаясь на достаточно большие глубины, держась при этом вдали от берега (о последнем может говорить, в частности, то, что этого кита ни разу живым не наблюдали с берега). Во всяком случае, изучение содержимого желудка мёртвых ремнезубов показало, что основу рациона составляют глубоководные животные, встречающиеся в основном в открытом море. Из поедаемых кальмаров бо́́льшую часть составляют виды, принадлежащие к родам en:Octopoteuthis , en:Mastigoteuthis и en:Taonius. Часто поедается креветка Gnathophausia ingens, из рыб — такие глубоководные виды, как обыкновенный хаулиод (Chauliodus sloani; некоторые источники называют эту рыбу как превалирующую среди всех рыб, поедаемых китом) и носатый незиарх (Nesiarchus nasutus) из семейства гемпиловых. Исследования показывают, что антильский ремнезуб питается такими же по размеру животными, как почти все другие ремнезубы, и соответственно, занимает ту же экологическую нишу

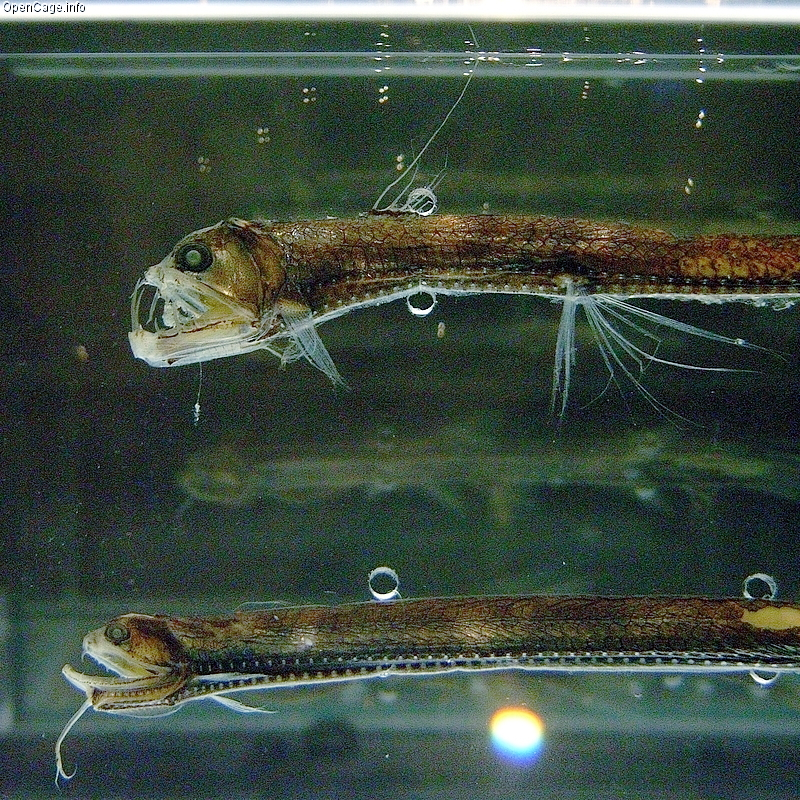
Обыкновенный хаулиод — глубоководная рыба, играющая важную роль в питании антильского ремнезуба

Несомненно, что антильские ремнезубы подвергаются нападениям акул и других хищников; на это, в частности, указывает наличие шрамов на шкуре. Один из найденных китов имел шрамы, нанесённые, с высокой степенью вероятности, бразильской светящейся акулой. От нападений кит, вероятно, защищается с помощью зубов. Антильские ремнезубы общаются друг с другом при помощи разнообразных звуковых сигналов частотой до 6 кГц. продолжительность голосовых сигналов — обычно около 0,1 с.
Продолжительность жизни антильского ремнезуба — по меньшей мере 27 лет, такой возраст имел наиболее старый из выброшенных на берег экземпляров. О миграциях антильского ремнезуба ничего не известно.
Практически отсутствуют также данные о размножении этого кита. Предположительно, самки достигают зрелости при длине тела 4,5 м. Те крайне редкие инциденты, когда регистрировалось рождение детёнышей вблизи берега на мелководье, по мнению исследователей происходили, когда беременные самки были готовы выброситься на берег. Так, в одном случае (у Ямайки) 4-метровая самка, выбрасываясь на отмель, родила 2-метрового детёныша, в другом (у техасского побережья США) — выбросилась на берег самка на самой последней стадии беременности.

## Численность и статус популяции
О численности антильского ремнезуба существуют лишь догадки; по приблизительным оценкам, в Мексиканском заливе могут обитать около 140 голов этого животного. У атлантического побережья Северной Америки данный вид может быть обычен. Специалисты МСОП подчёркивают, что антильский ремнезуб может не являться редким видом. Охранный статус популяции на протяжении многих лет определялся как «недостаточно данных».
Среди угроз популяции антильского ремнезубы называется в первую очередь беспокойство человеком. Утверждается, что на китов негативно влияют сильные шумы в море, производимые в результате человеческой деятельности: неоднократное повышение числа ремнезубов, выбросившихся на берег, непосредственно связывалось с военно-морскими манёврами НАТО (например, в 2002 году у Канарских островов), в ходе которых использовались сонары, работавшие в низком диапазоне — производимые гидролокационным оборудованием шумы, очевидно, нарушают коммуникацию между китами. Определённый вред китам может наносить загрязнение моря — указывается, в частности, что в желудке ряда особей находили проглоченные пластмассовые предметы. В Международной Красной книге указывается, что непосредственная добыча антильских ремнезубов человеком не отмечена, поэтому не может рассматриваться в качестве угрозы; впрочем, авторитетные советские источники сообщают, что в 1953 году у Ямайки была добыта кормящая самка длиной 4,27 м и её детёныш длиной 2,13 м. Допускается возможность попадания этого кита в рыболовные сети, но и данная угроза считается пренебрежимо малой. На поголовье китов может сказываться и изменение климата, однако данный фактор не изучен.